# Cynoglossum novo-guineense
Cynoglossum novo-guineense är en strävbladig växtart som beskrevs av H. Riedl. Cynoglossum novo-guineense ingår i släktet hundtungor, och familjen strävbladiga växter. Inga underarter finns listade i Catalogue of Life.